# Boris Rehlinger
Boris Rehlinger nato Trouillard (Reims, 10 giugno 1968) è un attore e doppiatore francese.

## Biografia
È sposato con l'attrice Géraldine Asselin con la quale ha avuto un figlio, Kylian, anche lui attore.

## Filmografia

### Cinema
- Prison à domicile - regia di Christophe Jacrot (1999)
- Fragile(s) - regia di Martin Valente (2007)
- Un jour mon père viendra - regia di Martin Valente (2012)
- Bienvenue parmi nous - regia di Jean Becker (2012)
- La Cité rose - regia di Julien Abraham (2013)

### Televisione
- Saint Tropez (Sous le soleil) - serie TV (1998)
- Il comandante Florent  (Une femme d'honneur)  - serie TV (1998)
- Julie Lescaut - serie TV (2001)
- Rastignac ou les Ambitieux - serie TV (2001)
- Spiral (Engrenages) - serie TV (2005)
- Law & Order Criminal Intent: Parigi (Paris, enquêtes criminelles) - serie TV (2007)
- Il giudice e il commissario (Femmes de loi) - serie TV (2009)
- Braquo - serie TV (2011)
- Deux flics sur les docks- serie TV (2013)

## Doppiaggio

### Film
- Ben Affleck in Dogma, Bounce, Trappola criminale, Jay & Silent Bob... Fermate Hollywood!, The Flash
- Josh Brolin in L'uomo senza ombra, Melinda e Melinda
- Eric Bana in Black Hawk Down - Black Hawk abbattuto
- Alan Tudyk in Palle al balzo - Dodgeball, Tucker & Dale vs Evil

### Film d'animazione
- Voci aggiuntive in Sinbad - La leggenda dei sette mari, Il libro della giungla 2, Barbie Fairytopia, Playmobil: The Movie
- Mr. Chang in Otto notti di follie
- Re Julien in Madagascar
- Gatto con gli stivali in Shrek 2, Shrek terzo, Shrek e vissero felici e contenti
- L'Uomo con la bombetta in I Robinson - Una famiglia spaziale
- Fujimoto in Ponyo sulla scogliera
- Marcel in Rio
- Patrick Stella in SpongeBob - Fuori dall'acqua, SpongeBob - Amici in fuga, Saving Bikini Bottom
- Earl in Il viaggio di Arlo
- Mr.  Manchas in Zootropolis
- Rigaumon in Loving Vincent
- De Ambrosis/Babbone è in La famosa invasione degli orsi in Sicilia
- Ichiro in Paws of Fury - La leggenda di Hank
- Spike in Super Mario Bros. - Il film

### Serie televisive d'animazione
- Brutox in Pat & Stan
- Patrick Stella in SpongeBob (seconda voce, dalla stagione 9)
- Jiren in Dragon Ball Super
- Enrico Pucci in Le bizzarre avventure di JoJo: Stone Ocean
- Yoriichi Tsugikuni in Demon Slayer - Kimetsu no yaiba
- Jimmy Kurosaki in Cyberpunk: Edgerunners

### Videogiochi
- Loki in Disney Infinity 2.0: Marvel Super Heroes
- Patrick Stella in SpongeBob SquarePants: Battle for Bikini Bottom - Rehydrated,SpongeBob SquarePants: The Cosmic Shake
- Cassidy in Overwatch, Overwatch 2

## Doppiatori italiani
Nelle versioni italiano dei suoi ruoli da doppiatore è stato sostituito da:
- Roberto Draghetti  in Pat & Stan
- Maurizio Lombardi  e Roberto Ciufoli in La famosa invasione degli orsi in Sicilia